# Paul Thornley
Paul Thornley est un acteur britannique.

## Carrière

### Théâtre
Thornley est apparu sur scène dans des productions comme A Chorus of Disapproval au théâtre Harold Pinter, Les Trois Mousquetaires au Rose Theatre de Kingston et It's a Wonderful Life au Wolsey Theatre.
Il a joué Dodge dans la distribution originelle de London Road au Royal National Theatre, un rôle qu'il a plus tard repris en 2015 dans le film du même nom.
En 2016, il a joué Ron Weasley dans la distribution originelle de Harry Potter et l'Enfant maudit au Palace Theatre de Londres dans le West End. Il a été nommé comme meilleur acteur de second rôle dans une pièce de théâtre en 2017 au Whatsonstage.com Awards. En 2018, Thornley reprend ce rôle sur Broadway au Lyric Théâtre.

### Jeux vidéos
En 2015, Thornley a prêté sa voix à un protagoniste nommé Olgierd von Everec dans l'extension Hearts of Stone pour The Witcher 3 : Wild Hunt. 
En 2018, il a prêté sa voix à un protagoniste majeur nommé Addam Origo dans le jeu Xenoblade Chronicles 2 : Torna - The Golden Country.

## Filmographie
| Année | Titre             | Rôle                    | Notes |
| ----- | ----------------- | ----------------------- | ----- |
| 2011  | The Somnambulists | Man 7                   |       |
| 2012  | Broken            | Policemen 1             |       |
| 2012  | Metamorphosis     | The second Lodger       |       |
| 2012  | Les misérables    | Constable 1             |       |
| 2014  | Camera Trap       | Nicholas                |       |
| 2015  | Man Up            | Adam                    |       |
| 2015  | Minions           | News reporter           | Voix  |
| 2015  | London Road       | Dodge                   |       |
| 2016  | Grimsby           | Clive Graves            |       |
| 2017  | The Mercy         | Portishead Operator     |       |
| 2023  | Lockwood & Co     | DEPRAC undercover agent |       |